# بال‌چشمه (گوله)
بال‌چشمه (به ترکی استانبولی: Balçeşme، به ارمنی: Լալա-Վարգենս) یک منطقهٔ مسکونی در ترکیه است که در گوله (شهر) واقع شده‌است.